# 이재형 (1951년)
이재형(1951년 5월 27일 ~ )은 대한민국의 기업인이다.

## 출신 학교
- 경복고등학교
- 성균관대학교 무역학과 학사

## 주요 경력
- 1974년 : 현대그룹 회장비서실
- 1978년 : 삼성그룹 회장비서실
- 1982년 : 삼성물산 런던지사 중화학전자팀장
- 1991년 : 삼성물산 정보통신사업부장(이사대우)
- 1992년 : 삼성물산 런던지사장
- 2000년 : 삼성물산 정보통신부문장
- 2005년 : 삼성물산 미주총괄 부사장
- 2007년 : 미국 위키드패션 사장
- 2010년 5월 ~ 2011년 7월 : 동부정밀화학 전자재료사업담당 사장
- 2011년 7월 : 동부라이텍 겸 동부LED 대표이사 부회장
- 2013년 ~ 2014년 5월 : 동부대우전자 대표이사 부회장